# Tisra
Tisra è una suddivisione dell'India, classificata come census town, di 53.547 abitanti, situata nel distretto di Dhanbad, nello stato federato del Jharkhand. In base al numero di abitanti la città rientra nella classe II (da 50.000 a 99.999 persone).

## Geografia fisica
La città è situata a 23° 43' 07 N e 86° 26' 21 E.

## Società

### Evoluzione demografica
Al censimento del 2001 la popolazione di Tisra assommava a 53.547 persone, delle quali 29.719 maschi e 23.828 femmine. I bambini di età inferiore o uguale ai sei anni assommavano a 8.130, dei quali 4.070 maschi e 4.060 femmine. Infine, coloro che erano in grado di saper almeno leggere e scrivere erano 30.836, dei quali 20.303 maschi e 10.533 femmine.